# Ampedus karpathicus
Ampedus karpathicus е вид бръмбар от семейство Полски ковачи (Elateridae).

## Разпространение
Този вид е разпространен в Австрия, Беларус, Европейска част на Русия, Молдова, Норвегия, Полша, Румъния, Словакия, Украйна, Финландия, Чехия и Швеция.